# Carlos María Collazzi
Carlos María Collazzi Irazábal, S.D.B. (Rosario del Colla, 20 de septiembre de 1947), sacerdote católico uruguayo.
Fue el III obispo de Mercedes desde el 14 de febrero de 1995, hasta su renuncia, aceptada por el Papa Francisco, el 26 de septiembre del 2023.